# Rallye de l'Acropole 1985
Le Rallye de l'Acropole 1985 (32e Rallye Acropolis), disputé du 27 au 30 mai 1985, est la cent-quarante-et-unième manche du championnat du monde des rallyes (WRC) courue depuis 1973, et la sixième manche du championnat du monde des rallyes 1985.

## Contexte avant la course

### Le championnat du monde
Ayant succédé en 1973 au championnat international des marques (en vigueur de 1970 à 1972), le championnat du monde des rallyes comprend généralement une douzaine manches, comprenant les plus célèbres épreuves routières internationales, telles le Rallye Monte-Carlo, le Safari ou le RAC Rally. Depuis 1979, le championnat des constructeurs a été doublé d'un championnat pilotes, ce dernier remplaçant l'éphémère Coupe des conducteurs, organisée à seulement deux reprises en 1977 et 1978. Le calendrier 1985 intègre douze manches pour l'attribution du titre de champion du monde des pilotes mais seulement onze sélectives pour le championnat des marques (le Rallye de Côte d'Ivoire en étant exclu). Les épreuves sont réservées aux catégories suivantes :
- Groupe N : voitures de grande production de série, ayant au minimum quatre places, fabriquées à au moins 5000 exemplaires en douze mois consécutifs ; modifications très limitées par rapport au modèle de série (bougies, amortisseurs).
- Groupe A : voitures de tourisme de grande production, fabriquées à au moins 5000 exemplaires en douze mois consécutifs, avec possibilité de modifications des pièces d'origine ; poids minimum fonction de la cylindrée.
- Groupe B : voitures de grand tourisme, fabriquées à au moins 200 exemplaires en douze mois consécutifs, avec possibilité de modifications des pièces d'origine (extension d'homologation portant sur 10% de la production[2]).

Grâce aux trois victoires consécutives remportées par les 205 Turbo 16 en début de saison, Peugeot possède trente points d'avance sur son principal adversaire Audi au classement provisoire du championnat du monde des constructeurs, ses deux pilotes de pointe Timo Salonen (vainqueur au Portugal) et Ari Vatanen (vainqueur au Rallye Monte-Carlo et en Suède) étant en tête du championnat des conducteurs, le champion sortant Stig Blomqvist n'étant pas encore parvenu à s'imposer cette année.

### L'épreuve
Disputé depuis 1953 sur les rudes chemins rocailleux grecs, le Rallye de l'Acropole fut rapidement réputé comme un des rallyes internationaux les plus difficiles. Intégré au calendrier du Championnat d'Europe des rallyes dès 1958 puis à celui du championnat du monde à partir de 1973, il a toujours conservé, malgré l'évolution du réseau routier, un parcours spécifique empruntant des pistes cassantes. Avec trois succès acquis entre 1975 et 1983, Walter Röhrl est le pilote le plus titré de l'épreuve.

## Le parcours
- départ : 27 mai 1985 d'Athènes
- arrivée : 30 mai 1985 à Athènes

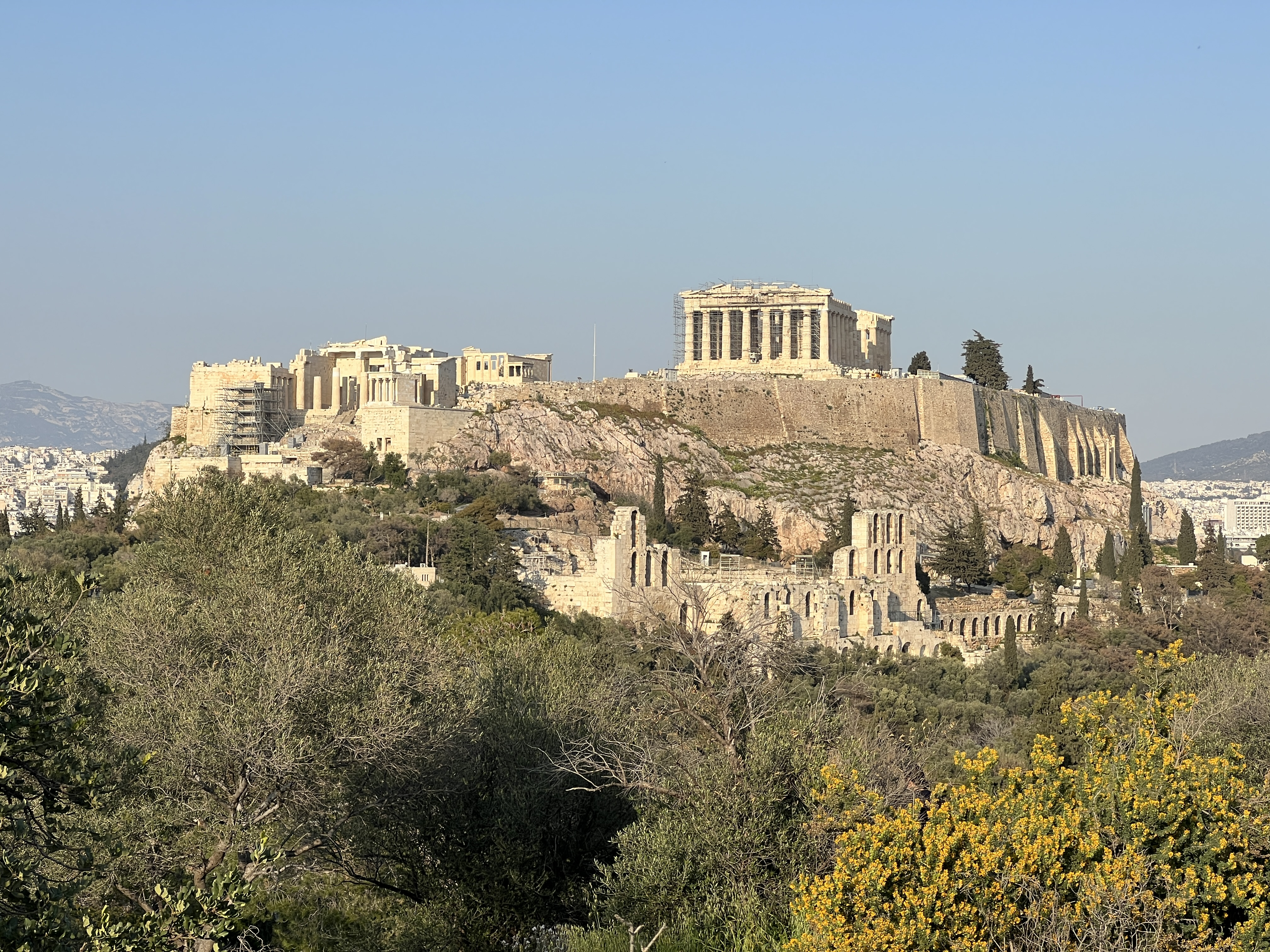
Le départ sera donné d'Athènes.

- distance : 2295,94 km, dont 897,78 sur 47 épreuves spéciales
- surface des épreuves spéciales : terre (92%) et asphalte (8%)
- Parcours divisé en trois étapes[4]

### Première étape
- Athènes - Chalcis - Thèbes - Lamia - Kalambáka, le 27 mai
- 825,94 km dont 285,66 sur 17 épreuves spéciales

### Deuxième étape
- Kalambáka - Karditsa - Lamia - Thèbes - Chalcis - Athènes - Lagonissi, le 28 mai
- 756,68 km dont 283,44 sur 16 épreuves spéciales

### Troisième étape
- Lagonissi - Athènes - Corinthe - Mégalopolis - Sparte - Nauplie - Poros - Athènes, du 29 au 30 mai
- 713,42 km dont 238,68 sur 14 épreuves spéciales

## Les forces en présence
- Audi

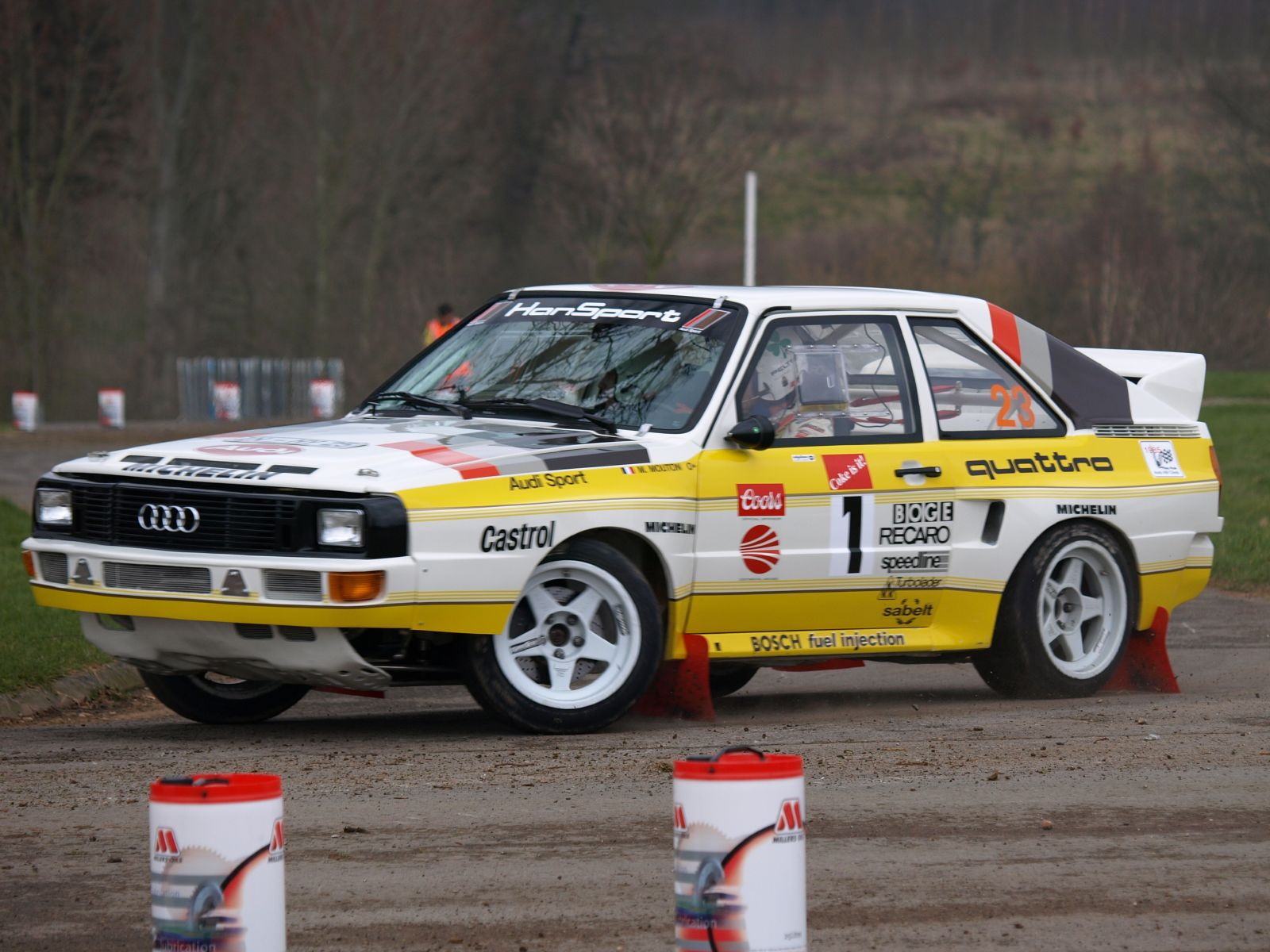
Une Audi Sport Quattro groupe B lors d'une manifestation historique.

Audi Sport aligne deux Sport Quattro groupe B pour Stig Blomqvist et Walter Röhrl. Ces coupés à moteur avant et transmission intégrale pèsent un peu plus d'une tonne. Leur cinq cylindres de 2110 cm3 à culasse vingt soupapes est alimenté par un système d'injection électronique Bosch associé à un turbocompresseur KKK. La puissance disponible est de l'ordre de 450 chevaux à 8000 tr/min. Au côté des voitures officielles, l'Autrichien Werner Grissmann et le pilote local « Jigger » prendront le départ sur des coupés Quattro de première génération (1150 kg, cinq cylindres, 2121 cm3, turbo KKK, environ 350 chevaux). La marque est également représentée en groupe A avec Rudolf Stohl au volant d'une berline 80 Quattro (moteur cinq cylindres atmosphérique de 2144 cm3, transmission intégrale, 190 chevaux). Les Audi utilisent des pneus Michelin.
- Peugeot

Peugeot Talbot Sport engage deux 205 Turbo 16 groupe B pour Ari Vatanen et Timo Salonen. Ces voitures de 980 kg à transmission intégrale sont dotées d'un moteur quatre cylindres de 1775 cm3, en position centrale arrière, développant 350 chevaux à 7200 tr/min. Leur faible longueur (3,82 mètres, soit 30 centimètres de moins que les Audi) leur confère une grande agilité. Les Peugeot sont chaussées par Michelin. Éclipsé en performance pure par son coéquipier Vatanen lors des premières courses, Salonen, bien qu'ayant obtenu d'excellents résultats, avouait jusqu'alors ne pas exploiter totalement les possibilités d'adhérence de sa voiture. Les reconnaissances du parcours grec lui ont permis de mieux appréhender son comportement et le pilote finlandais se sent désormais en pleine confiance à son volant, déclarant : « Ça y est : je sais conduire la Peugeot ».
- Lancia

La Scuderia Lancia, récemment endeuillée par la disparition tragique d'Attilio Bettega lors du Tour de Corse, n'avait pas inscrit l'épreuve grecque à son programme 1985. La marque italienne est cependant représentée par l'écurie West, qui a amené deux Rally 037 groupe B confiées à Andrea Zanussi et Mauro Pregliasco, le pilote privé « Melas » disposant d'un modèle semblable. Ces berlinettes 
à moteur central arrière pèsent 960 kg. Leur quatre cylindres de 2111 cm3 est alimenté par un système d'injection mécanique Bosch Kugelfischer couplé à un compresseur volumétrique Abarth. La puissance maximale est de l'ordre de 330 chevaux à 8000 tr/min. Les pneus sont de marque Pirelli.
- Nissan

Shekhar Mehta, Mike Kirkland et Iórgis Moschous disposent de trois 240RS groupe B officielles. Ces coupés d'environ une tonne ont une transmission classique. Dans sa dernière évolution ET, leur moteur quatre cylindres de 2390 cm3, alimenté par deux carburateurs double corps Solex, développe 275 chevaux à 8000 tr/min. À leur côté, le Tanzanien Jayant Shah et le pilote local « Stratissino » prendront le départ sur des 240RS de la saison précédente (2340 cm3, 260 chevaux) et bénéficieront de l'assistance d'usine. Ces cinq voitures sont chaussées de pneus Dunlop de fabrication japonaise.
- Mazda

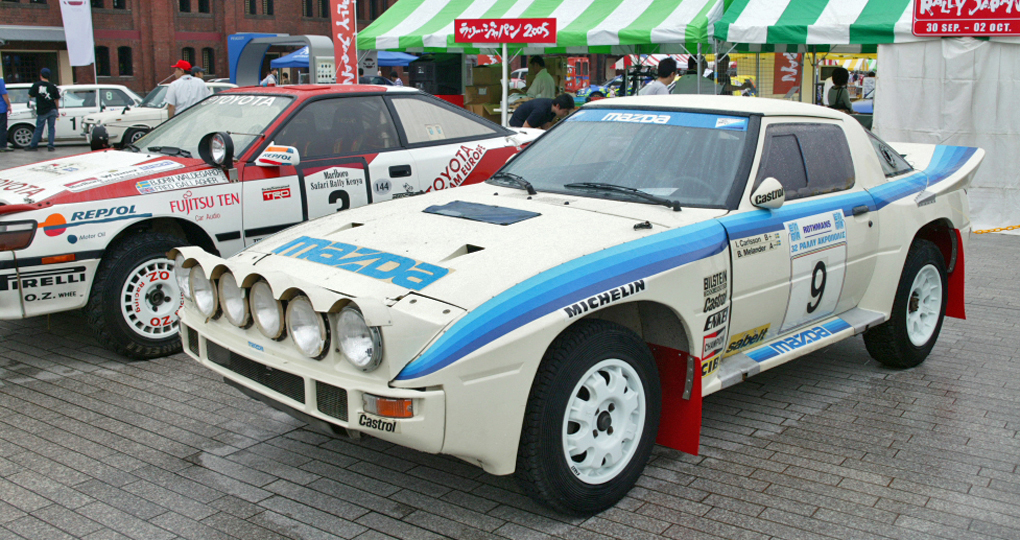
Deux Mazda RX-7 groupe B seront au départ.

Le Mazda Rally Team Europe engage deux coupés RX-7 groupe B, à moteur rotatif et transmission classique. Ils seront aux mains du responsable de l'équipe, Achim Warmbold, et d'Ingvar Carlsson. Leur birotor de 1308 cm3 (équivalant à 2616 cm3 pour un moteur à quatre temps) est alimenté par un carburateur double-corps Weber et fournit 280 chevaux à 8000 tr/min. Les voitures pèsent environ une tonne et sont dotées de pneus Michelin.
- Porsche

Rothmans aligne une Porsche 911 SC RS groupe B confiée au champion du Moyen-Orient des rallyes Saeed Al-Hajri. Pesant 1015 kg, elle est pourvue d'un moteur à six cylindres à plat refroidi par air et placé en porte-à-faux arrière. D'une capacité de 2994 cm3, il est alimenté par injection électronique Bosch Kugelfischer et développe 305 chevaux à 7600 tr/min. Al-Hajri utilise des pneus Michelin.
- Volkswagen

Au sein de Volkswagen Motorsport, Jochi Kleint et Franz Wittmann pilotent une nouvelles fois leurs Golf GTI groupe A. Pesant moins de 900 kg, ces tractions sont animées par un moteur quatre cylindres de 1781 cm3 alimenté par injection mécanique Bosch, donné pour 170 chevaux. Elles utilisent des pneus Pirelli.

## Déroulement de la course

### Première étape
Le départ est donné d'Athènes, le lundi matin, sous un chaud soleil. Sur sa Peugeot 205, Timo Salonen est de loin le plus rapide dans le premier tronçon chronométré, où il devance de seize secondes l'Audi de Walter Röhrl et la Lancia d'Andrea Zanussi. Sur la deuxième Audi, Stig Blomqvist suit de très près, malgré un support d'amortisseur endommagé qu'il doit aussitôt faire remplacer. Trouvant son volant trop grand, Ari Vatanen ne s'est pas montré très à l'aise et n'a réalisé que le dixième temps, à près d'une minute de son coéquipier Salonen ; il demande à ses mécaniciens de modifier la commande de direction et c'est probablement cette intervention qui va entraîner sa sortie de route dans l'épreuve spéciale suivante, en pleine ligne droite, la colonne de direction s'étant désaccouplée de la crémaillère ! Il faudra utiliser un câble (apporté par l'hélicoptère d'assistance) et l'aide de spectateurs pour remettre la 205 sur la piste, l'équipage reprenant l'épreuve à vitesse réduite car une fixation d'amortisseur a cédé sous le choc. Peu après, un ressort perfore une canalisation d'huile et provoque un début d'incendie, qui sera rapidement maîtrisé. Vatanen termine la spéciale au ralenti mais le moteur a souffert et le Finlandais doit abandonner. Röhrl n'a pas été plus heureux : un support d'amortisseur a cassé après quelques centaines de mètres dans ce même secteur et deux mécaniciens de l'équipe Audi se rendront en courant à l'endroit où la voiture est immobilisée, alors que l'équipe a demandé à Werner Grissmann (parti vingt minutes plus tard sur son Audi privée) d'emporter les pièces de rechange pour les déposer sur place ! Malgré les efforts de Röhrl et de son copilote Christian Geistdörfer qui avaient commencé à démonter l'élément endommagé avant l'arrivée des mécaniciens, l'intervention s'avérera trop longue pour que l'équipage parvienne à pointer dans les délais impartis au contrôle horaire suivant et la voiture sera déclarée hors course.
Après seulement quelques dizaines de kilomètres, deux des principaux favoris sont déjà éliminés. La victoire va donc logiquement se jouer entre Salonen et Blomqvist, alors séparés de neuf secondes, loin devant Zanussi qui, ne disposant pas d'une voiture à quatre roues motrices, ne peut lutter à armes égales. Auteur d'un beau début de course avec sa Porsche, Saeed Al-Hajri est quatrième, talonné par la Mazda d'Ingvar Carlsson et l'Audi de Grissmann, ce dernier ayant perdu quelques dizaines de secondes en portant assistance à Röhrl. Les deux leaders font tout d'abord jeu égal mais Salonen va passer à l'attaque dans le cinquième secteur chronométré, où il devance d'une demi-minute son principal adversaire. Tout en se montrant prudent dans les tronçons dangereux, le Finlandais va néanmoins parfaitement contrôler la course et ralliera Kalambáka avec plus d'une minute d'avance sur Blomqvist. Troisième à l'issue de cette première étape, Carlsson est relégué à plus de dix-huit minutes. Il devance la Nissan de Shekhar Mehta et la seconde Mazda, aux mains d'Achim Warmbold, qui ont pris le dessus sur la Porsche d'Al-Hajri. Retardé par des crevaisons multiples, Zanussi est tombé à la huitième place, juste derrière son coéquipier Mauro Pregliasco. Onzième à plus d'une demi-heure de la Peugeot de tête, la Volkswagen Golf de Franz Wittmann domine nettement le groupe A. Il reste quatre-vingt-quatre voitures en course.

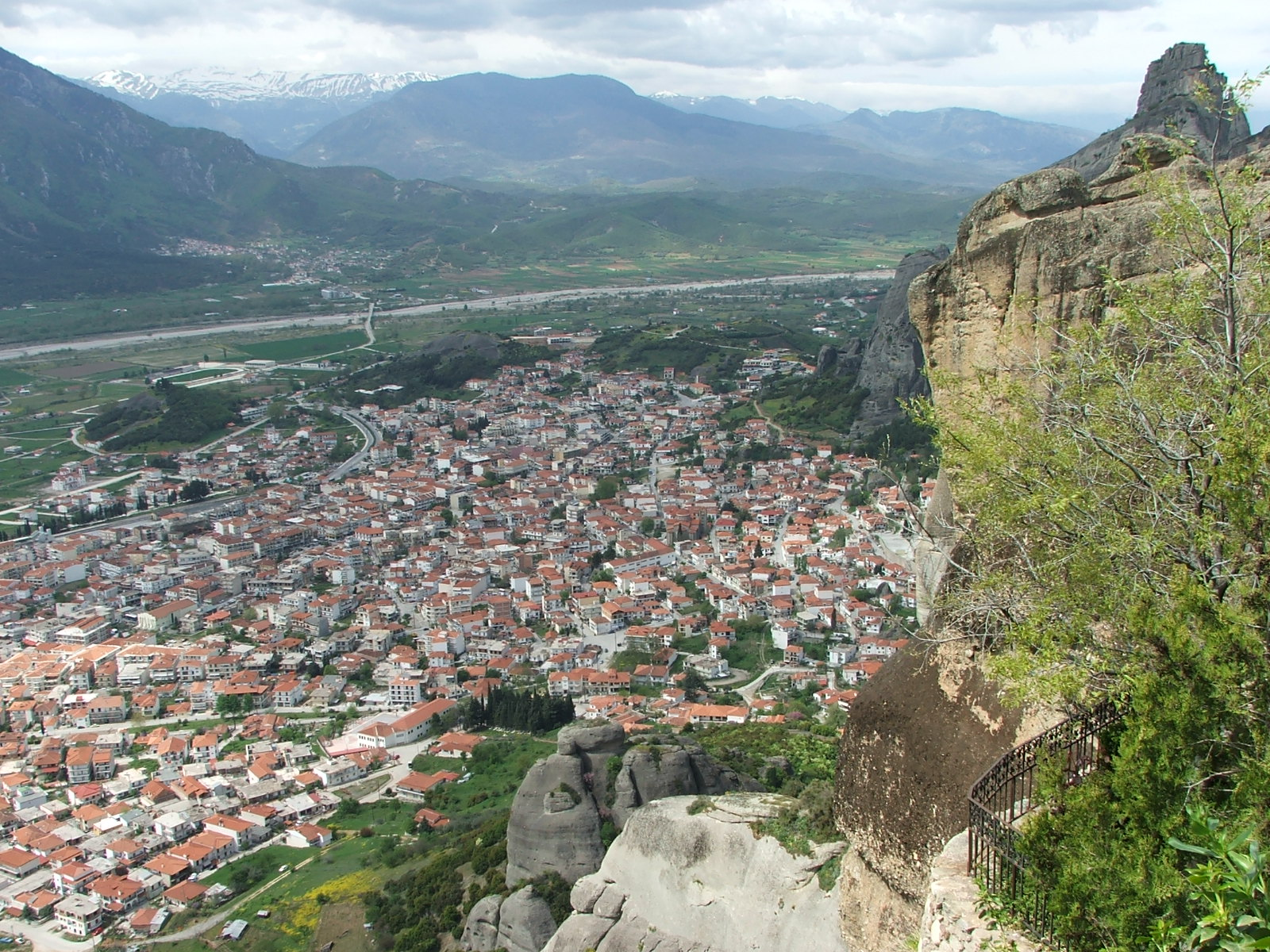
Kalambáka, terme de la première étape.

| Pos. | Pilote            | Copilote              | Voiture              | Groupe | Temps           | Écart         |
| ---- | ----------------- | --------------------- | -------------------- | ------ | --------------- | ------------- |
| 1    | Timo Salonen      | Seppo Harjanne        | Peugeot 205 Turbo 16 | B      | 3 h 28 min 29 s |               |
| 2    | Stig Blomqvist    | Björn Cederberg       | Audi Sport Quattro   | B      | 3 h 29 min 38 s | + 1 min 09 s  |
| 3    | Ingvar Carlsson   | Benny Melander        | Mazda RX-7           | B      | 3 h 47 min 21 s | + 18 min 52 s |
| 4    | Shekhar Mehta     | Yvonne Mehta          | Nissan 240RS         | B      | 3 h 49 min 06 s | + 20 min 37 s |
| 5    | Achim Warmbold    | « Biche »             | Mazda RX-7           | B      | 3 h 50 min 37 s | + 22 min 08 s |
| 6    | Saeed Al-Hajri    | John Spiller          | Porsche 911 SC RS    | B      | 3 h 51 min 33 s | + 23 min 04 s |
| 7    | Mauro Pregliasco  | Daniele Cianci        | Lancia Rally 037     | B      | 3 h 52 min 17 s | + 23 min 48 s |
| 8    | Andrea Zanussi    | Sergio Cresto         | Lancia Rally 037     | B      | 3 h 52 min 57 s | + 24 min 28 s |
| 9    | Mike Kirkland     | Anton Levitan         | Nissan 240RS         | B      | 3 h 54 min 52 s | + 26 min 23 s |
| 10   | Iórgis Moschous   | Dimitris Vazakas      | Nissan 240RS         | B      | 3 h 58 min 10 s | + 29 min 41 s |
| 11   | Franz Wittmann    | Max Ogrizek           | Volkswagen Golf GTI  | A      | 4 h 02 min 49 s | + 34 min 20 s |
| 12   | « Jigger »        | Konstantinos Stefanis | Audi Quattro A1      | B      | 4 h 02 min 50 s | + 34 min 21 s |
| 13   | « Stratissino »   | Silef                 | Nissan 240RS         | B      | 4 h 10 min 13 s | + 41 min 44 s |
| 14   | « Melas »         | Ioánnis Halaris       | Lancia Rally 037     | B      | 4 h 13 min 05 s | + 44 min 36 s |
| 15   | Pavlos Moschoutis | « Silev »             | Ford Escort RS2000   | A      | 4 h 13 min 11 s | + 44 min 42 s |

### Deuxième étape

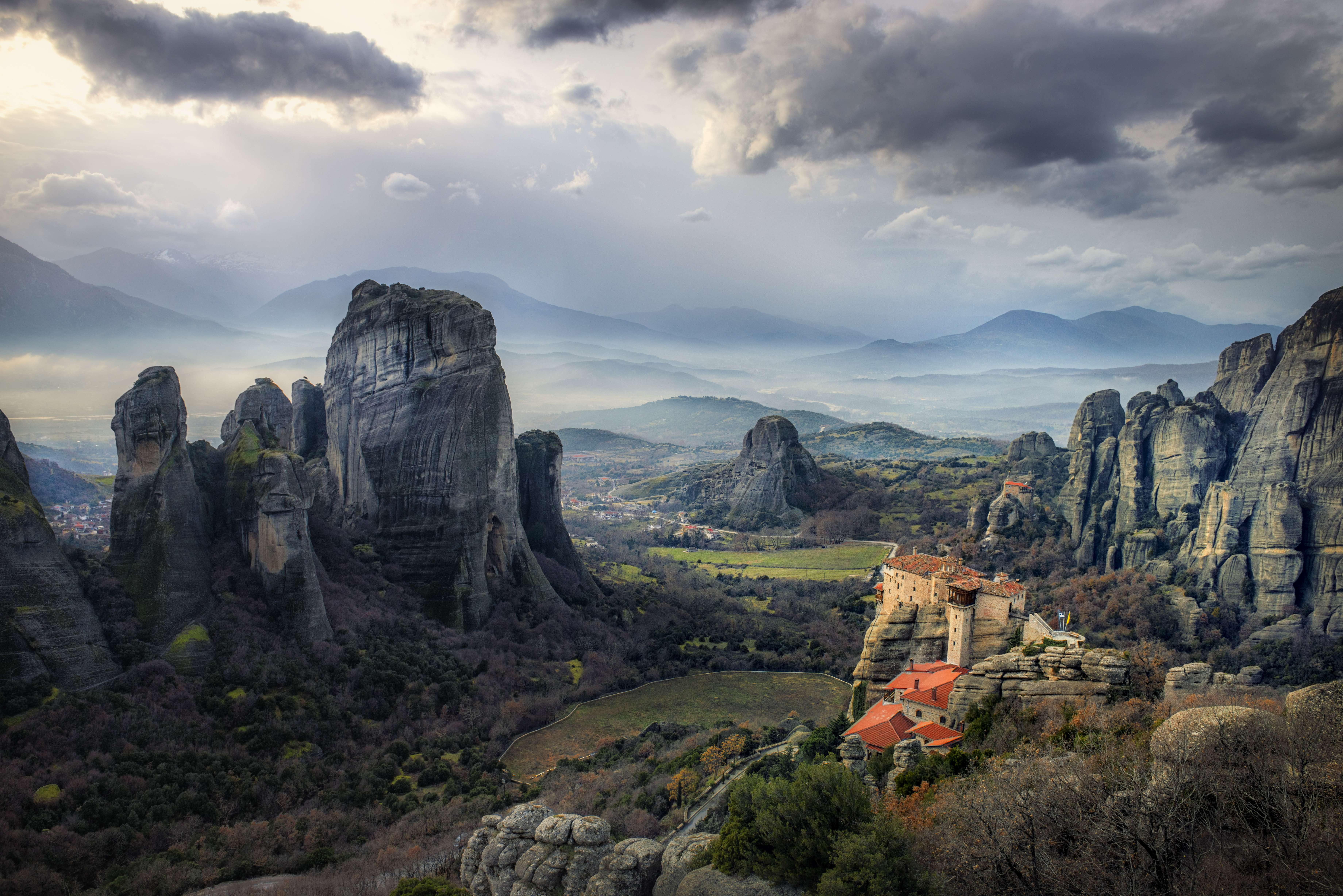
Le secteur des Météores, sur le début de parcours de la deuxième étape.

Les équipages repartent de Kalambáka le mardi, en fin de matinée. Dès la première épreuve spéciale, dans les Météores, Blomqvist est retardé par des problèmes d'injection qui lui font perdre une demi-minute. Le problème sera réglé au d'assistance, où l'on procède également au remplacement de la boîte de vitesses, qui donne des signes de faiblesse. L'intervention ne se déroule pas aussi vite que prévu, et va coûter une minute de pénalisation routière au pilote suédois, qui se retrouve alors avec plus de deux minutes et demie de retard sur Salonen. Blomqvist continue cependant à attaquer et parvient à reprendre une quarantaine de secondes à son adversaire avant qu'un problème électronique ne l'immobilise dans le secteur de Kaloskopí. Il repart après avoir remplacé lui-même un capteur mais se retrouve désormais avec un retard de plus de trois minutes sur le pilote Peugeot, qui peut dès lors gérer sa course en toute sérénité. Derrière les deux hommes de tête, Carlsson se maintient à la troisième place. Mehta est toujours quatrième, mais se voit menacé par les Lancia de Zanussi et Pregliasco, qui reviennent rapidement sur lui. L'après-midi se déroule sans autre incident notable mais en début de soirée Zanussi, qui avait débordé Mehta, perd beaucoup de temps à cause d'un câble d'accélérateur cassé ; après réparation, il repart très attardé mais pointe hors délais au contrôle horaire suivant et est exclu de la course. Dans le secteur suivant, Blomqvist casse une roue et perd quatre minutes supplémentaires. C'est donc avec une très confortable avance de près de sept minutes que Salonen rallie Lagonissi, au milieu de la nuit. Carlsson est toujours troisième, ayant pris un net avantage sur Mehta et Pregliasco. Dixième au classement général, Wittmann conserve de loin la tête du groupe A. Il ne reste plus que cinq-six concurrents en course.
| Pos. | Pilote            | Copilote            | Voiture              | Groupe | Temps           | Écart             |
| ---- | ----------------- | ------------------- | -------------------- | ------ | --------------- | ----------------- |
| 1    | Timo Salonen      | Seppo Harjanne      | Peugeot 205 Turbo 16 | B      | 7 h 14 min 29 s |                   |
| 2    | Stig Blomqvist    | Björn Cederberg     | Audi Sport Quattro   | B      | 7 h 21 min 23 s | + 6 min 54 s      |
| 3    | Ingvar Carlsson   | Benny Melander      | Mazda RX-7           | B      | 7 h 49 min 05 s | + 34 min 36 s     |
| 4    | Shekhar Mehta     | Yvonne Mehta        | Nissan 240RS         | B      | 7 h 52 min 52 s | + 38 min 23 s     |
| 5    | Mauro Pregliasco  | Daniele Cianci      | Lancia Rally 037     | B      | 7 h 54 min 41 s | + 40 min 12 s     |
| 6    | Saeed Al-Hajri    | John Spiller        | Porsche 911 SC RS    | B      | 7 h 57 min 47 s | + 43 min 18 s     |
| 7    | Achim Warmbold    | « Biche »           | Mazda RX-7           | B      | 7 h 57 min 53 s | + 43 min 24 s     |
| 8    | Mike Kirkland     | Anton Levitan       | Nissan 240RS         | B      | 8 h 02 min 34 s | + 48 min 05 s     |
| 9    | Iórgis Moschous   | Dimitris Vazakas    | Nissan 240RS         | B      | 8 h 03 min 31 s | + 49 min 02 s     |
| 10   | Franz Wittmann    | Max Ogrizek         | Volkswagen Golf GTI  | A      | 8 h 27 min 10 s | + 1 h 12 min 41 s |
| 11   | « Stratissino »   | Silef               | Nissan 240RS         | B      | 8 h 36 min 36 s | + 1 h 22 min 07 s |
| 12   | Rudolf Stohl      | Peter Seisenbacher  | Audi 80 Quattro      | A      | 8 h 40 min 09 s | + 1 h 22 min 40 s |
| 13   | Pavlos Moschoutis | « Silev »           | Ford Escort RS2000   | A      | 8 h 40 min 28 s | + 1 h 25 min 59 s |
| 14   | « Melas »         | Ioánnis Halaris     | Lancia Rally 037     | B      | 8 h 42 min 19 s | + 1 h 27 min 50 s |
| 15   | Evangelos Gallo   | Ioánnis Vassiliadis | Toyota Corolla GT    | A      | 8 h 50 min 17 s | + 1 h 35 min 48 s |

### Troisième étape
Après avoir bénéficié d'une journée de repos, les concurrents repartent de Lagonissi le mercredi soir. Salonen ne prend plus aucun risque et Blomqvist va se montrer le plus rapide dans presque tous les tronçons chronométrés, sans pouvoir toutefois inquiéter le pilote Peugeot. La troisième place de Carlsson semble également bien assurée, mais derrière lui Mehta est sous la menace de Pregliasco. Au cours de la nuit, le pilote italien va revenir à moins d'une minute de la Nissan qui le précède. Il semble alors en mesure de déborder le Kényan mais, dans les environs d'Akráta, de sérieux ennuis de freins vont lui coûter près de quatre minutes. Le problème va se reproduire à l'approche d'un contrôle horaire, les roues se bloquent et la Lancia dévie de sa trajectoire, heurtant un mur ; l'équipage est indemne mais abandonne sur place.
La course est maintenant jouée. Après avoir mené de bout en bout, Salonen remporte sa deuxième victoire de la saison avec plus de quatre minutes d'avance sur Blomqvist, consolidant sa position en tête du championnat du monde. Très régulier, Carlsson décroche une belle troisième place, devant Mehta et Al-Hajri. Dominateur en groupe A loin devant l'Audi de Rudolf Stohl, Wittmann termine neuvième du classement général. Quarante-cinq voitures ont atteint l'arrivée.

### Classements intermédiaires
Classements intermédiaires des pilotes après chaque épreuve spéciale

### Classement général

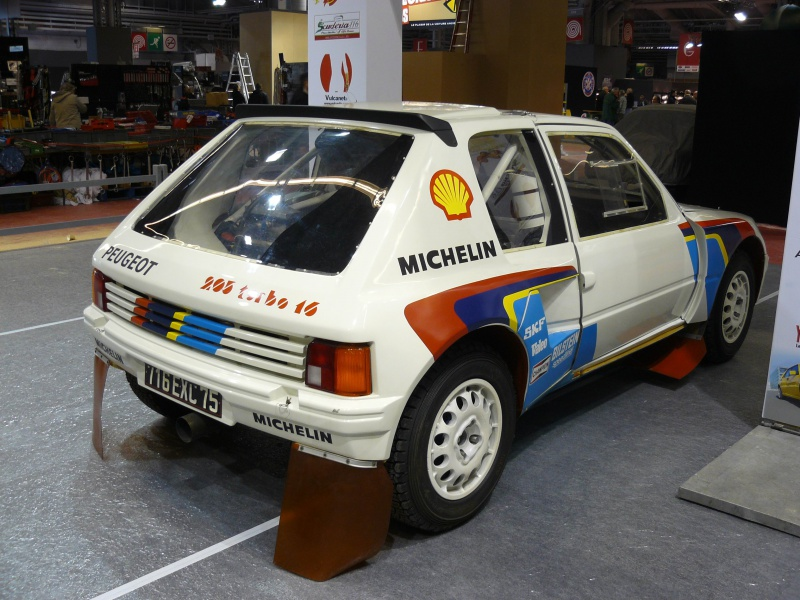
Quatrième victoire de la saison pour la Peugeot 205 Turbo 16.

| Pos | No | Pilote          | Copilote         | Voiture              | Temps            | Écart             | Groupe |
| --- | -- | --------------- | ---------------- | -------------------- | ---------------- | ----------------- | ------ |
| 1   | 5  | Timo Salonen    | Seppo Harjanne   | Peugeot 205 Turbo 16 | 10 h 20 min 19 s |                   | B      |
| 2   | 1  | Stig Blomqvist  | Björn Cederberg  | Audi Sport Quattro   | 10 h 24 min 34 s | + 4 min 15 s      | B      |
| 3   | 9  | Ingvar Carlsson | Benny Melander   | Mazda RX-7           | 11 h 08 min 25 s | + 48 min 06 s     | B      |
| 4   | 4  | Shekhar Mehta   | Yvonne Mehta     | Nissan 240RS         | 11 h 10 min 46 s | + 50 min 27 s     | B      |
| 5   | 12 | Saeed Al-Hajri  | John Spiller     | Porsche 911 SC RS    | 11 h 21 min 50 s | + 1 h 01 min 31 s | B      |
| 6   | 14 | Achim Warmbold  | « Biche »        | Mazda RX-7           | 11 h 25 min 16 s | + 1 h 04 min 57 s | B      |
| 7   | 6  | Mike Kirkland   | Anton Levitan    | Nissan 240RS         | 11 h 27 min 51 s | + 1 h 07 min 32 s | B      |
| 8   | 8  | Iórgis Moschous | Dimitris Vazakas | Nissan 240RS         | 11 h 45 min 52 s | + 1 h 25 min 33 s | B      |
| 9   | 17 | Franz Wittmann  | Max Ogrizek      | Volkswagen Golf GTI  | 12 h 06 min 35 s | + 1 h 46 min 16 s | A      |
| 10  | 11 | « Stratissino » | Silef            | Nissan 240RS         | 12 h 15 min 53 s | + 1 h 55 min 34 s | B      |

### Équipages de tête
- ES1 à ES47 :  Timo Salonen -  Seppo Harjanne (Peugeot 205 Turbo 16)

### Vainqueurs d'épreuves spéciales
- Stig Blomqvist -  Björn Cederberg (Audi Sport Quattro) : 29 spéciales (ES 2, 4, 7, 9, 10, 12 à 14, 16, 19, 21, 23, 26, 28, 30, 33 à 36, 38 à 47)
- Timo Salonen -  Seppo Harjanne (Peugeot 205 Turbo 16) : 20 spéciales (ES 1, 3, 5 à 8, 11, 15, 17, 18, 20, 22, 24, 25, 27, 29, 31, 32, 37, 42)

## Résultats des principaux engagés

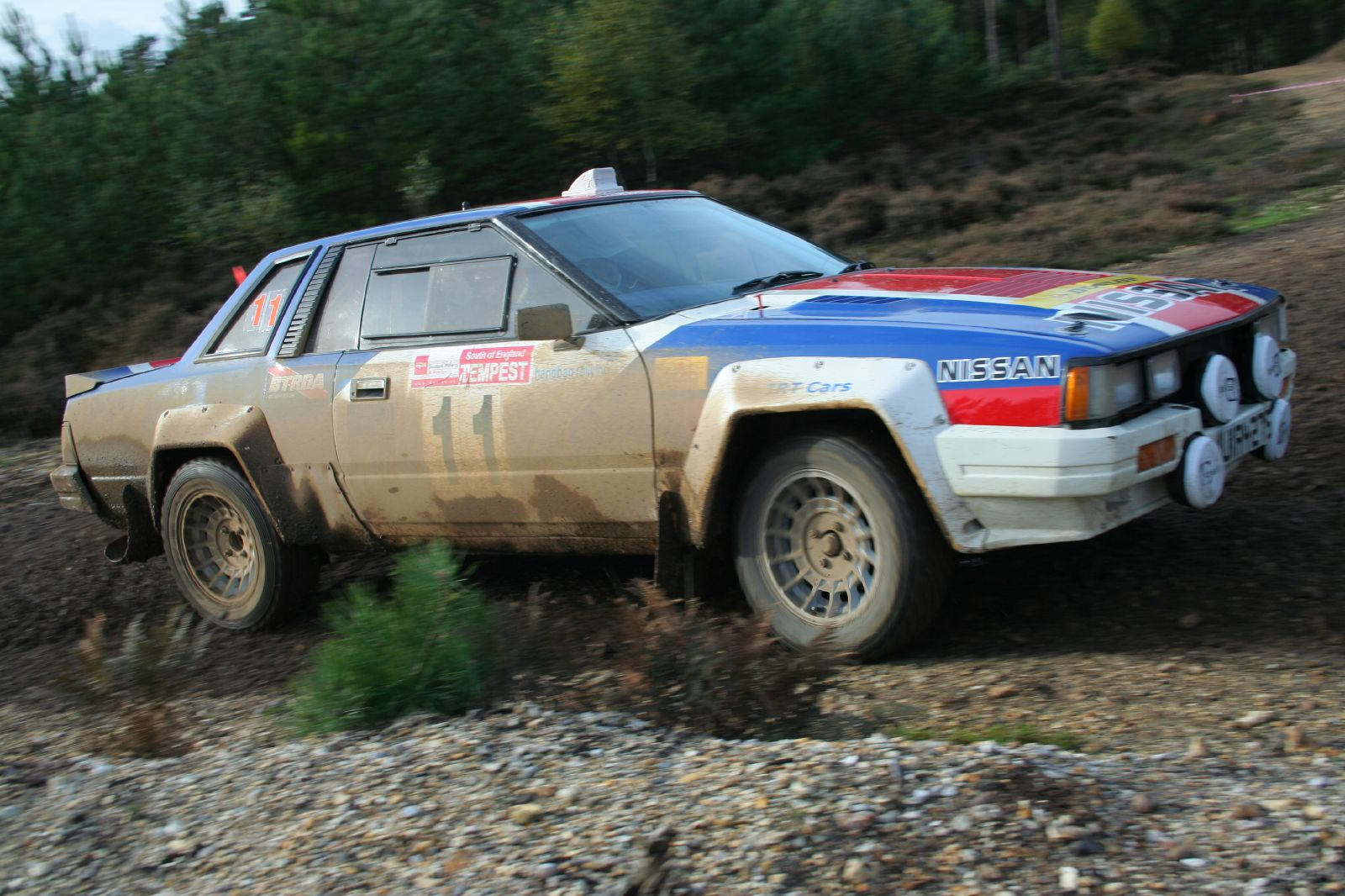
Avec cinq voitures classées parmi les quinze premières, les Nissan 240RS groupe B obtiennent un beau résultat d'ensemble.

| No | Pilote            | Copilote              | Voiture              | Groupe | Classement général                          | Class. groupe |
| -- | ----------------- | --------------------- | -------------------- | ------ | ------------------------------------------- | ------------- |
| 1  | Stig Blomqvist    | Björn Cederberg       | Audi Sport Quattro   | B      | 2e à 4 min 15 s                             | 2e            |
| 2  | Ari Vatanen       | Terry Harryman        | Peugeot 205 Turbo 16 | B      | ab. après la 2e spéciale (moteur)           | -             |
| 3  | Walter Röhrl      | Christian Geistdörfer | Audi Sport Quattro   | B      | ab. après la 2e spéciale (hors délais)      | -             |
| 4  | Shekhar Mehta     | Yvonne Mehta          | Nissan 240RS         | B      | 4e à 50 min 27 s                            | 4e            |
| 5  | Timo Salonen      | Seppo Harjanne        | Peugeot 205 Turbo 16 | B      | 1er                                         | 1er           |
| 6  | Mike Kirkland     | Anton Levitan         | Nissan 240RS         | B      | 7e à 1 h 07 min 32 s                        | 7e            |
| 7  | Andrea Zanussi    | Sergio Cresto         | Lancia Rally 037     | B      | ab. après la 31e spéciale (hors délais)     | -             |
| 8  | Iórgis Moschous   | Dimitris Vazakas      | Nissan 240RS         | B      | 8e à 1 h 25 min 33 s                        | 8e            |
| 9  | Ingvar Carlsson   | Benny Melander        | Mazda RX-7           | B      | 3e à 48 min 06 s                            | 3e            |
| 10 | Mauro Pregliasco  | Daniele Cianci        | Lancia Rally 037     | B      | ab. après la 38e spéciale (sortie de route) | -             |
| 11 | « Stratissino »   | Silef                 | Nissan 240RS         | B      | 10e à 1 h 55 min 34 s                       | 9e            |
| 12 | Saeed Al-Hajri    | John Spiller          | Porsche 911 SC RS    | B      | 5e à 1 h 01 min 31 s                        | 5e            |
| 14 | Achim Warmbold    | « Biche »             | Mazda RX-7           | B      | 6e à 1 h 04 min 57 s                        | 6e            |
| 15 | Jayant Shah       | Mike Doughty          | Nissan 240RS         | B      | 14e à 2 h 22 min 00 s                       | 11e           |
| 17 | Franz Wittmann    | Max Ogrizek           | Volkswagen Golf GTI  | A      | 9e à 1 h 46 min 16 s                        | 1er           |
| 18 | « Leonidas »      | Andreas Arkantis      | Renault 11 Turbo     | A      | ab. dans la 2e spéciale                     | -             |
| 19 | « Tchine »        | Léon Lejeune          | Opel Manta 2.0       | A      | ab. dans la 3e spéciale                     | -             |
| 20 | Jochi Kleint      | Werner Hohenadel      | Volkswagen Golf GTI  | A      | ab. dans la 16e spéciale (demi-arbre)       | -             |
| 21 | « Jigger »        | Konstantinos Stefanis | Audi Quattro A1      | B      | ab. dans la 21e spéciale                    | -             |
| 22 | « Iaveris »       | « Madleen »           | Ford Escort RS1800   | B      | ab. dans la 3e spéciale                     | -             |
| 23 | Werner Grissmann  | Jörg Pattermann       | Audi Quattro A2      | B      | ab. dans la 4e spéciale (moteur)            | -             |
| 25 | « Melas »         | Ioánnis Halaris       | Lancia Rally 037     | B      | ab. dans la 41e spéciale                    | -             |
| 28 | Rudolf Stohl      | Peter Seisenbacher    | Audi 80 Quattro      | A      | 11e à 2 h 01 min 22 s                       | 2e            |
| 29 | Pavlos Moschoutis | « Silev »             | Ford Escort RS2000   | A      | 12e à 2 h 06 min 16 s                       | 3e            |
| 32 | Evangelos Gallo   | Ioánnis Vassiliadis   | Toyota Corolla GT    | A      | 15e à 2 h 24 min 13 s                       | 4e            |

## Classements des championnats à l'issue de la course

### Constructeurs
- Attribution des points : 10, 9, 8, 7, 6, 5, 4, 3, 2, 1 respectivement aux dix premières marques de chaque épreuve, additionnés de 8, 7, 6, 5, 4, 3, 2, 1 respectivement aux huit premières de chaque groupe (seule la voiture la mieux classée de chaque constructeur marque des points). Les points de groupe ne sont attribués qu'aux concurrents ayant terminé dans les dix premiers au classement général[7].
- Seuls les huit meilleurs résultats (sur onze épreuves) sont retenus pour le décompte final des points.

| Pos. | Marque     | Points | M-C  | SUE  | POR  | SAF  | COR  | ACR  | NZ | ARG | FIN | SAN | RAC |
| ---- | ---------- | ------ | ---- | ---- | ---- | ---- | ---- | ---- | -- | --- | --- | --- | --- |
| 1    | Peugeot    | 94     | 10+8 | 10+8 | 10+8 | 4+2  | 9+7  | 10+8 |    |     |     |     |     |
| 2    | Audi       | 62     | 9+7  | 9+7  | 8+6  | -    | -    | 9+7  |    |     |     |     |     |
| 3    | Nissan     | 30     | -    | -    | 3+1  | 8+6  | -    | 7+5  |    |     |     |     |     |
| 4    | Toyota     | 28     | -    | -    | 2+8  | 10+8 | -    | -    |    |     |     |     |     |
| 5    | Renault    | 24     | 4+2  | -    | -    | -    | 10+8 | -    |    |     |     |     |     |
| 5=   | Lancia     | 24     | 5+3  | -    | 9+7  | -    | -    | -    |    |     |     |     |     |
| 5=   | Porsche    | 24     | -    | -    | -    | -    | 8+6  | 6+4  |    |     |     |     |     |
| 8    | Mazda      | 20     | -    | 3+3  | -    | -    | -    | 8+6  |    |     |     |     |     |
| 9    | Opel       | 16     | -    | 2+2  | -    | 7+5  | -    | -    |    |     |     |     |     |
| 10   | Alfa Romeo | 14     | -    | -    | -    | -    | 6+8  | -    |    |     |     |     |     |
| 11   | Volkswagen | 10     | -    | -    | -    | -    | -    | 2+8  |    |     |     |     |     |
| 12   | Subaru     | 9      | -    | -    | -    | 1+8  | -    | -    |    |     |     |     |     |
| 12=  | BMW        | 9      | -    | -    | -    | -    | 1+8  | -    |    |     |     |     |     |
| 14   | Ford       | 8      | -    | -    | 5+3  | -    | -    | -    |    |     |     |     |     |
| 14=  | Talbot     | 8      | -    | -    | -    | -    | 4+4  | -    |    |     |     |     |     |
| 16   | Citroën    | 4      | 3+1  | -    | -    | -    | -    | -    |    |     |     |     |     |

### Pilotes
- Attribution des points : 20, 15, 12, 10, 8, 6, 4, 3, 2, 1 respectivement aux dix premiers de chaque épreuve.
- Seuls les sept meilleurs résultats (sur douze épreuves) sont retenus pour le décompte final des points.

| Pos. | Pilote           | Marque     | Points | M-C | SUE | POR | SAF | COR | ACR | NZ | ARG | FIN | SAN | CIV | RAC |
| ---- | ---------------- | ---------- | ------ | --- | --- | --- | --- | --- | --- | -- | --- | --- | --- | --- | --- |
| 1    | Timo Salonen     | Peugeot    | 68     | 12  | 12  | 20  | 4   | -   | 20  |    |     |     |     |     |     |
| 2    | Stig Blomqvist   | Audi       | 50     | 10  | 15  | 10  | -   | -   | 15  |    |     |     |     |     |     |
| 3    | Ari Vatanen      | Peugeot    | 40     | 20  | 20  | -   | -   | -   | -   |    |     |     |     |     |     |
| 4    | Walter Röhrl     | Audi       | 27     | 15  | -   | 12  | -   | -   | -   |    |     |     |     |     |     |
| 5    | Bruno Saby       | Peugeot    | 23     | 8   | -   | -   | -   | 15  | -   |    |     |     |     |     |     |
| 6    | Juha Kankkunen   | Toyota     | 20     | -   | -   | -   | 20  | -   | -   |    |     |     |     |     |     |
| 6=   | Jean Ragnotti    | Renault    | 20     | -   | -   | -   | -   | 20  | -   |    |     |     |     |     |     |
| 8    | Massimo Biasion  | Lancia     | 17     | 2   | -   | 15  | -   | -   | -   |    |     |     |     |     |     |
| 9    | Mike Kirkland    | Nissan     | 16     | -   | -   | -   | 12  | -   | 4   |    |     |     |     |     |     |
| 10   | Björn Waldegård  | Toyota     | 15     | -   | -   | -   | 15  | -   | -   |    |     |     |     |     |     |
| 10=  | Ingvar Carlsson  | Mazda      | 15     | -   | 3   | -   | -   | -   | 12  |    |     |     |     |     |     |
| 12   | Bernard Béguin   | Porsche    | 12     | -   | -   | -   | -   | 12  | -   |    |     |     |     |     |     |
| 13   | Hannu Mikkola    | Audi       | 10     | -   | 10  | -   | -   | -   | -   |    |     |     |     |     |     |
| 13=  | Rauno Aaltonen   | Opel       | 10     | -   | -   | -   | 10  | -   | -   |    |     |     |     |     |     |
| 13=  | Billy Coleman    | Porsche    | 10     | -   | -   | -   | -   | 10  | -   |    |     |     |     |     |     |
| 13=  | Shekhar Mehta    | Nissan     | 10     | -   | -   | -   | -   | -   | 10  |    |     |     |     |     |     |
| 17   | Per Eklund       | Audi       | 8      | -   | 8   | -   | -   | -   | -   |    |     |     |     |     |     |
| 17=  | Werner Grissmann | Audi       | 8      | -   | -   | 8   | -   | -   | -   |    |     |     |     |     |     |
| 17=  | Erwin Weber      | Opel       | 8      | -   | -   | -   | 8   | -   | -   |    |     |     |     |     |     |
| 17=  | Yves Loubet      | Alfa Romeo | 8      | -   | -   | -   | -   | 8   | -   |    |     |     |     |     |     |
| 17=  | Saeed Al-Hajri   | Porsche    | 8      | -   | -   | -   | -   | -   | 8   |    |     |     |     |     |     |